# Rockford, Idaho
Rockford är en så kallad census-designated place i Bingham County i Idaho. Vid 2010 års folkräkning hade Rockford 276 invånare.